# Анджеліка (Вісконсин)
Анджеліка (англ. Angelica) — місто (англ. town) в США, в окрузі Шавано штату Вісконсин. Населення — 1822 особи (2020).

## Демографія
Згідно з переписом 2010 року, у місті мешкали 1793 особи в 666 домогосподарствах у складі 508 родин. Було 699 помешкань
Расовий склад населення:
| - 98,1 % — білих - 0,4 % — корінних американців - 0,3 % — азіатів - 0,1 % — чорних або афроамериканців |

До двох чи більше рас належало 1,1 %. Частка іспаномовних становила 0,1 % від усіх жителів.
За віковим діапазоном населення розподілялося таким чином: 28,3 % — особи молодші 18 років, 58,9 % — особи у віці 18—64 років, 12,8 % — особи у віці 65 років та старші. Медіана віку мешканця становила 39,3 року. На 100 осіб жіночої статі у місті припадало 105,1 чоловіків;  на 100 жінок у віці від 18 років та старших — 104,9 чоловіків також старших 18 років.
Середній дохід на одне домашнє господарство  становив 69 053 долари США (медіана — 65 000), а середній дохід на одну сім'ю — 77 372 долари (медіана — 71 250). Медіана доходів становила 46 618 доларів для чоловіків та 37 917 доларів для жінок. За межею бідності перебувало 4,3 % осіб, у тому числі 3,4 % дітей у віці до 18 років та 7,1 % осіб у віці 65 років та старших.
Цивільне працевлаштоване населення становило 869 осіб. Основні галузі зайнятості: виробництво — 22,7 %, освіта, охорона здоров'я та соціальна допомога — 18,4 %, сільське господарство, лісництво, риболовля — 8,7 %, будівництво — 8,4 %.